# نيو كونترا
نيو كونترا (بالإنجليزية: Neo Contra) (باليابانية: ネオコントラ) ، هي لعبة إلكترونية من نوع أقتل واجري، أنتجت كونامي عام 2004م، وتعمل على نظام بلاي ستيشن 2 ، وفي عام 2012م، تمت ادخال اللعبة في متجر بلاي ستيشن الإلكتروني الرسمي وتعمل حالياً لنظام بلاي ستيشن 3.

## وصلات خارجية
مواقع رسمية
- Japanese website

سجلات عامة
- Neo Contra على موقع غيم فاكس
- Neo Contra على موبي غيمز